# Турбівський район
Турбівський район (до 1929 Ва́хнівський) — колишній район Вінницької округи, Вінницької області з центром у Турбові.

## Історія
Утворений 7 березня 1923 як Вахнівський район з центром у Вахнівці у складі Вінницької округи Подільської губернії з частин Вахнівської і Прилуцької волостей Бердичівського повіту Київської губернії і Стрижавської, Гавришівської і Ободнянської волостей Вінницького повіту.
17 червня 1925:
- приєднана Ротмистрівська сільрада розформованого Самгородського району Бердичівської округи;
- приєднане село Зозівка приєднаного до Вінницької округи Липовецького району.

Склад на 1 січня 1926:
| Сільрада       | Населені пункти                                        |
| -------------- | ------------------------------------------------------ |
| Вахнівська     | м. Вахнівка, с. Старе Місто                            |
| Білянська      | с. Біле, с. Шендерівка                                 |
| Брицька        | с. Брицьке, с. Конюшівка                               |
| Оленівська     | с. Оленівка, с. Олександрівка                          |
| Козинецька     | с. Козинці, с. Коханівка, с. Свердлівка (б. Пеньківка) |
| Косаківська    | с. Косаківка, с. Кобильна, с. Приборівка               |
| Лозоватська    | с. Лозовата, с. Королівка-Пеньківка, с. Ясенки         |
| Сиваківська    | с. Сиваківці, с. Соболівка                             |
| Турбівська     | с. Турбів                                              |
| Ротмістрівська | с. Ротмістрівка                                        |
| Зозівська      | с. Зозівка                                             |

У 1929 році районний центр перенесли з Вахнівки до Турбова.
Після ліквідації округ 15 вересня 1930 райони передані в пряме підпорядкування УСРР..
3 лютого 1931 розформований з віднесенням території до Липовецького району.
26 лютого 1935 знову створений шляхом розукрупнення районів у складі Вінницької області. До складу району увійшли Білянська, Червоно-Трибунська, Козинецька, Костянтинівська, Косаківська, Лісово-Лисіївська, Синековецька, Турбівська, Ново-Гребельська, Ново-Прилуцька, Овечацька, Приборівська, Псярівська, Польово-Лосіївська, Старо-Прилуцька та Чупринівська сільські ради зі складу Липовецького району.
Ліквідований 10 вересня 1959 з віднесенням території до Вінницького, Калинівського і Липовецького районів.